# Fanny Risberg

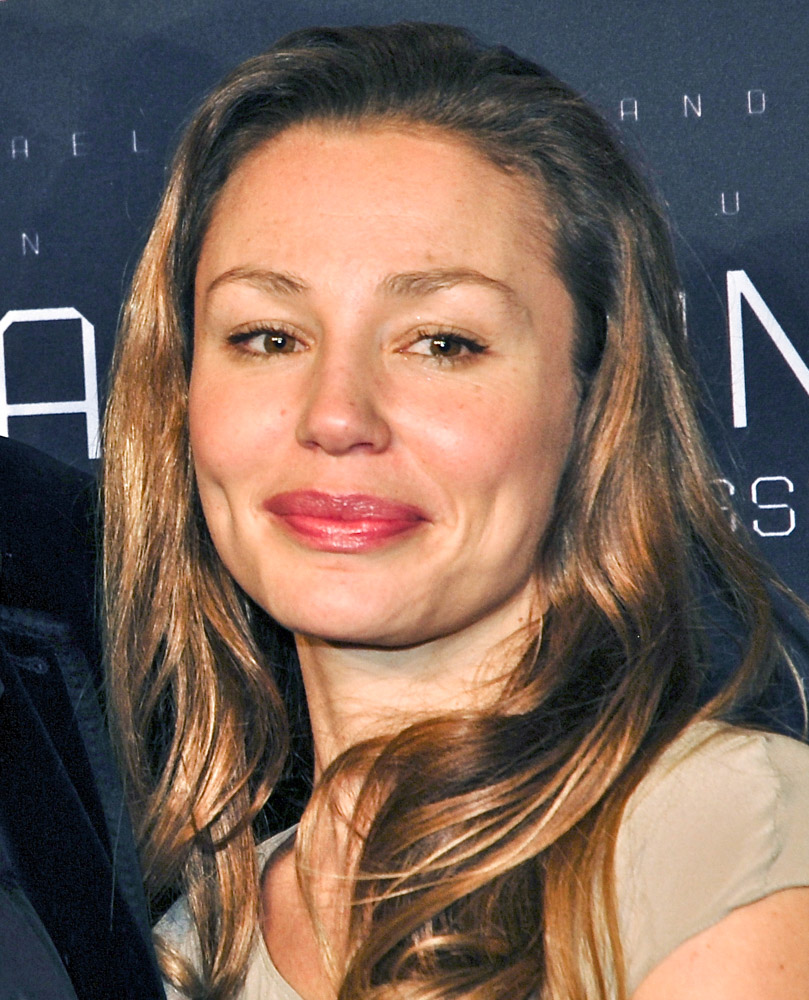
Fanny Risberg (2012)

Fanny Viola Johanna Risberg (* 5. Mai 1975 in Malmö) ist eine schwedische Schauspielerin und Musikerin.

## Leben
Sie ist die Tochter der Schauspieler Angelica Lundqvist und Kenneth Risberg. Sie studierte an der Schauspielschule in Malmö. Sie war erst neunzehn, als sie mit einem Majakovskijmonolog im Uppsala Stadttheater debütierte. Seit 1995 war sie in mehr als einem Dutzend Film- und Fernsehproduktionen zu sehen.
Im Jahr 2000 wurde Fanny Risberg mit dem schwedischen Guldklappa Preis als beste Schauspielerin ausgezeichnet.
Musikalisch ist sie als Sängerin der Stockholmer/Berliner Band Tula aktiv, die beim britischen Label Static Caravan unter Vertrag steht. Seit 2008 lebt Fanny Risberg in Berlin.

## Filmografie (Auswahl)
- 1996: Das Verschwinden der Finbar (The Disappearance of Finbar)
- 1996: Die Hochzeit Ellinors (Ellinors bröllop)
- 1999: Aus Gründen der Liebe
- 2007: Arn – Der Kreuzritter (Arn – Tempelriddaren)
- 2008: Arn – Das Königreich am Ende der Straße (Arn: Riket vid vägens slut)
- 2012: Agent Hamilton – Im Interesse der Nation (Hamilton - I nationens intresse)
- 2013: Der Kommissar und das Meer: Der böse Mann
- 2014: Tatort: Am Ende des Flurs